# کلرانیلیک اسید
کلرانیلیک اسید (به انگلیسی: Chloranilic acid) با فرمول شیمیایی C۶H۲Cl۲O۴ یک ترکیب شیمیایی است. که جرم مولی آن ۲۰۸٫۹۸ g/mol می‌باشد. شکل ظاهری این ترکیب، پودر یا بلورهای قرمز یا نارنجی است.